# Over gaden - neden vandet
Over gaden – neden vandet er en dansk film fra 1960.
- Manuskript og instruktion Erik Thorsnæs.

Blandt de medvirkende kan nævnes:
- Vibeke Meyer
- Svend Knigge
- Lily Knigge
- Ole V. Lassen
- Johannes Nielsen
- Karl Stegger
- Jørgen Winckler